# 니코니코 생방송

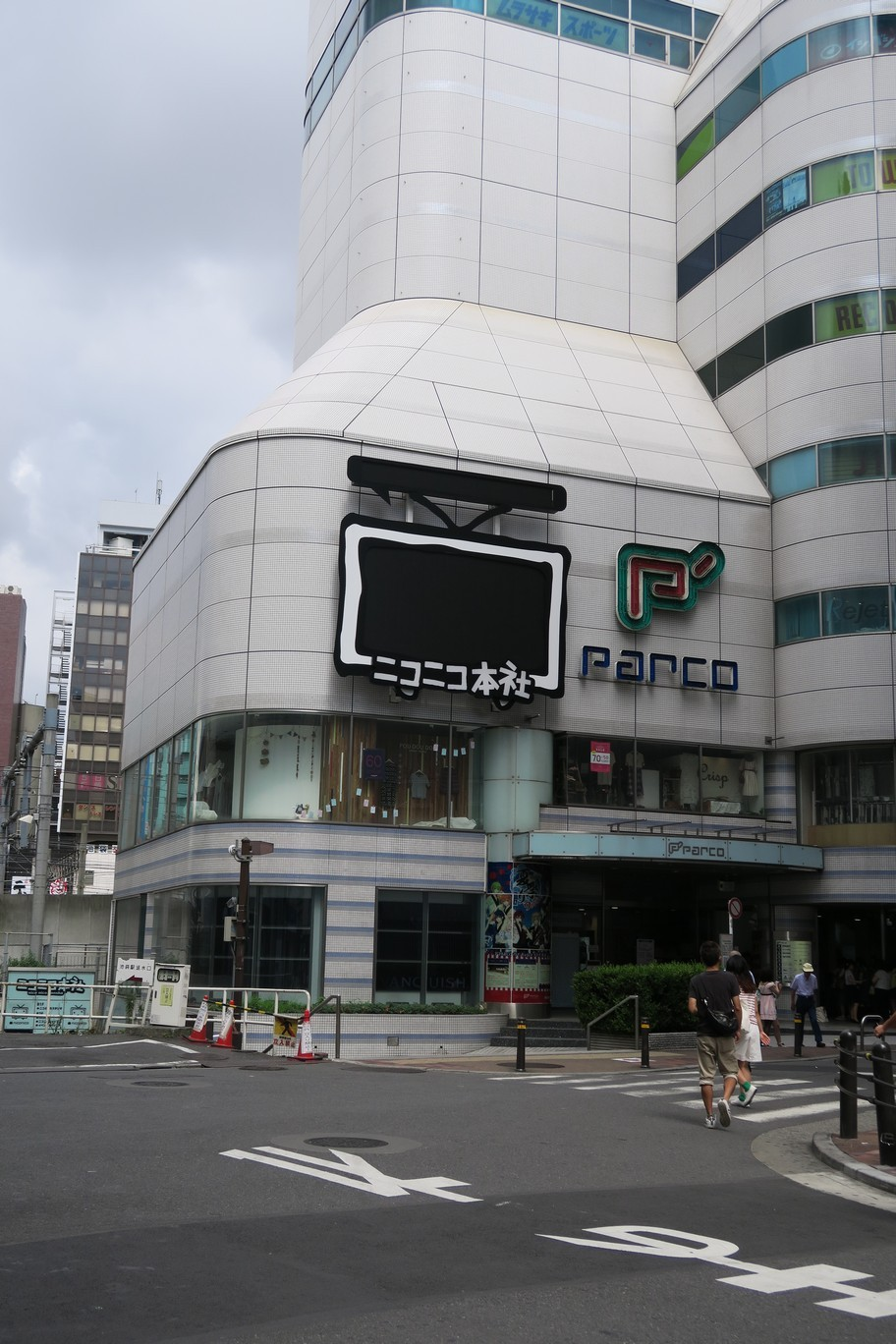

니코니코 생방송(ニコニコ生放送 니코니코 나마호우소[*])은 니완고가 제공하는 실시간 동영상 전송 서비스다.

## 개요
니코니코 동화의 자매 사이트로, 니코니코 동화의 기능인 코멘트 기능이 있다. 이 덧글은 예컨대 채팅과 같은 역할을 맡는데. 현재 같은 시간에 제공되는 방송 수는 1200여 개이다.
생방송의 종류로 운영 중인 공식 생방송과, 일반 유저가 하는 〈유저 생방송〉로 둘로 나뉜다.

### 운영 중인 생방송
2007년 12월 25일 방송의 『생생 대담!! 히로유키와 고즈카의 니코니코를 만든 사람』 이후, 뮤지션을 초대, 토크를 하는 프로와, 애니메이션 프로그램 방영, 이벤트 생중계 등등 다양한 방송을 하고 있다.
- 니코니코 현민회관（정원 1000명）
- 동경국제 니코럼（정원 3000명）
- 니코 도관（정원 10000명）
- 대 니코 성 홀（정원 20000명）

와 같은 것이 있다. 2009년 현재는 니코회관이 가장 사용빈도가 높다. 실제로 정원을 훨씬 상회하는 시청자가 입장하는 것이 가능하다.

### 유저 생방송
유저 생방송은 일반 유저가 라이브 방송이 가능한 서비스다. 유사한 사이트로 Stickam Japan!와 Ustream가 있다.